# Kontinentale USA
Det kontinentale USA betegner de 48 sammenhængende delstater i USA som ligger mellem Canada i nord og Mexico i syd. Dette omfatter alle landets delstater bortset fra Alaska og Hawaii.
Det kontinentale USA har et areal på 8.080.464,3 km² og et indbyggertal på 306.675.006 (folketælling 2010). Dette udgør 83,65 % af landets totale areal og 99,33 % af det totale indbyggertal.
Siden Alaska ligger på det nordamerikanske fastland er udtrykket «det kontinentale USA» ret misvisende. Begrebet opstod før Alaska fik delstats-status i 1959, og der er derfor historiske årsager til at Alaska normalt ikke regnes med. Begrebet the contiguous United States («det sammenhængende USA») bruges nogen gange hvis man vil være helt præcis. Sidstnævnte begreb ligger til grund for forkortelsen CONUS, som bruges af USA's forsvar til at beskrive de sammenhængende 48 delstater.
I de oversøiske amerikanske områder (Hawaii og andre mindre territorier) bruges ofte the U.S. Mainland («fastlands-USA») til at beskrive de 48 sammenhængende delstater.
Det kontinentale USA dækker over fire tidszoner: Pacific Time (UTC-8), Mountain Time (UTC-7), Central Time (UTC-6) og Eastern Time (UTC-5). 
Oversat fra norsk Wikipedia.